# OpenLayers
OpenLayersはブラウザで地図データを表示する、JavaScriptで組まれたオープンソースライブラリである。2条項 BSDライセンスで提供されている。
GoogleマップやBing Mapsのような、Webブラウザ上で動作するリッチな地図アプリケーションを構築するためのAPIを提供している。ライブラリの初期はPrototype JavaScript Frameworkを基礎としていた。

## 機能

複数のプロトコルによる通信が可能

OpenLayers は GeoRSS, KML (Keyhole Markup Language), Geography Markup Language (GML), GeoJSON の他、Web Map Service (WMS) や Web Feature Service (WFS) といった OGC標準を用いた地図データをサポートしている。

## 歴史
2005年6月29-30日のO'Reilly Where 2.0 conferenceの後、MetaCarta が開発し、2006年6月13-14日の Where 2.0 conference の前にオープンソースソフトウェアとして、MetaCarta Labsがリリースした。
MetaCarta がリリースしたオープンソースの地図ツールには、他に FeatureServer と TileCache がある。
2007年11月より、OpenLayers は OSGeo財団のプロジェクトとなっている。

## 利用例
- ソフトウェア
  - MapServer
  - ArcGIS Server
  - MapGuide Open Source
  - UMN MapServer
- SaaS
  - Yahoo!ロコ
  - NASA World Wind
  - Bing Maps for Enterprise
  - Googleマップ
  - オープンストリートマップ